# Lliga d'Estudiants Nacionalsocialista Alemanya

Emblema de la NSDStB.

La Lliga d'Estudiants Nacionalsocialista Alemanya (en alemany: Deutscher Nationalsozialistischer Studentenbund; NSDStB abreujat) va ser fundada el 1926 com una divisió del NSDAP, amb la missió d'integrar a la Universitat a nivell de l'educació i la vida acadèmica en el marc de la cosmovisió nacionalsocialista. Organitzada (com amb altres departaments de la NSDAP) estrictament d'acord amb el Führerprinzip (o "principi del cap"), així com el principi de Machtdistanz (o "distància de poder"), el NSDtB tenia allotjats seus membres en les anomenades Kameradschaftshäusern (o "Cases de Beques"), i (des de 1930) va tenir els seus membres abillats amb camises marrons clàssiques i emblemes distintius propis com l'esvàstica.
Després de la derrota d'Alemanya en la Segona Guerra Mundial, el NSDAP, juntament amb les seves divisions i les seves organitzacions afiliades van ser declarades "organitzacions criminals" i prohibides pel Consell Aliat de Control el 10 de setembre de 1945.

## Bundes-i Reichsführer de les NSDStB, 1926-1945
- 1926-1928 Wilhelm Tempel
- 1928-1932 Baldur von Schirach (a partir de 1931 també Reichsjugendführer)
- 1932-1933 Rühle Gerd
- 1933-1934 Oskar Stabel
- 1934-1936 Albert Derichsweiler
- 1936-1945 Gustav Adolf Scheel (com Reichsstudentenführer Scheel va ser també Führer de la Deutschen Studentenschaft)

## Altres membres notables
Kurt Waldheim, més tard Secretari General de les Nacions Unides, el president d'Àustria.